# Grøn douglasgran
Grøn Douglasgran (Pseudotsuga menziesii var. menziesii) er et nåletræ, der i Danmark er meget almindeligt plantet på grund sit ved, der anvendes som tømmer. Oprindelig stammer træet fra det vestlige Nordamerika og blev bragt til Europa af den skotske botaniker David Douglas. Grøn Douglasgran er den varietet af arten Douglasgran, der trives bedst i Danmark, hvor det bliver op til 45 meter højt. Nålene afgiver ved knusning en citronagtig duft.

## Beskrivelse
Grøn Douglasgran er et stort, stedsegrønt træ med en slank, kegleformet krone. Barken er først grågrøn og fyldt med harpiksblærer. Senere bliver den rødbrun med tynde, langsgående revner, og til sidst bliver den lysebrun, tyk og korkagtig med dybe og brede furer. Knopperne sidder spredt, og de er lysebrune til røde, slanke og spidse. Nålene er bløde og græsgrønne med to hvide striber på undersiden. Nålene er hverken udstyret med en fortykket basis (som hos ædelgran-slægten) eller stilk (som hos gran-slægten).
Blomstringen sker, før de nye nåle dannes (april-maj), hvor de hanlige blomster sidder samlet i gul-røde stande på undersiden, nær spidsen af skuddet, mens de hunlige sidder på siden af skuddet, hvor de er samlet i kogleforstadier med forskellige farver. Koglerne er hængende og først grønne og siden brune. Frøenes dækskæl er tretandede og stikker frem foran kogleskællene.
Rodnettet består af et hjerteformet system af hovedrødder og højtliggende siderødder.
Højde x bredde og årlig tilvækst: 100 x 30 m (40 x 20 cm/år), i Europa dog væsentligt mindre: 60 x 12 m.

## Hjemsted
Arten er udbredt langs Rocky Mountains, hvor den danner samlede bevoksninger i højder mellem 600 og 2000 m fra det nordlige British Columbia til det nordlige Californien. Desuden findes den i spredte forekomster på de højeste bjerge helt ned i Mexico. Arten behøver ikke megen væde i jorden og kan nøjes med begrænset adgang til næringsstoffer.
I Danmark er træet almindeligt plantet over hele landet.
I Olympic National Park i Washington, USA, findes den i en køligt tempereret regnskov sammen med bl.a. fjerbregne, hindbær, kambregne, linnæa, busket bjergte, canadisk hasselurt, kæmpeløn, kæmpethuja, kæmpeædelgran, sværdbregne, Tiarella trifoliata, tornpanax, vestamerikansk hemlock, vestamerikansk mahonie, vestamerikansk taks og vinløn.

## Fauna
Grøn douglasgran er det primære levested for den røde træspidsmus (Arborimus longicaudus) og den plettede natugle (Strix occidentalis). Natuglen kræver et mindst 400 ha stort skovområde med veludvoksede douglasgran for at yngle, mens spidsmusen godt kan klare sig i yngre træer. Spidsmusen bygger rede i træet i 2-50 meters højde, og den lever næsten udelukkende af træets nåle.
Træets kogler er en vigtig fødekilde for mindre pattedyr som douglasegernet (Tamiasciurus douglasii) samt forskellige musearter og jordegern. Også for en række fuglearter er koglerne vigtige som føde. Det gælder især en række værlingearter som mørkøjet junco, sangspurv, gulisset værling og hvidkronet spurv, samt finkearter som fyrresisken, purpurrosenfinke og lille korsnæb, der udelukkende lever af douglasgranens kogler.

## Anvendelser
På grund af sin størrelse er douglasgranen velegnet til fremstilling af lange, brede og tykke gulvplanker. Tømmer af Douglasgran kaldes Oregon pine. Desuden anvendes træet i Nordamerika, og i stigende grad også i Danmark, som juletræ.
Douglastræets nedfaldne nåle fremkalder, i modsætning til forholdet hos mange andre nåletræer, ikke forsuring af jorden, når de nedbrydes.

## Blå Douglasgran
Ud over grøn douglasgran findes også varieteten blå douglasgran (Pseudotsuga menziesii var. glauca), der har en sortgrå og furet bark, frynsede knopskæl og blågrå nåle. Varieteten hører hjemme i regnlæ på østsiden af Rocky Mountains, og den er ikke helt hårdfør i Danmark.
| Portal | Portal:Botanik |

## Note
1. ↑  International Dendrological Research Institute: Vegetation Profile of a Douglas Fir Arkiveret 21. marts 2009 hos  Wayback Machine (engelsk)